# Massimo Livi Bacci
Massimo Livi Bacci (* 9. November 1936 in Florenz) ist ein italienischer Demograph und Politiker der Partito Democratico. Er ist emeritierter Professor der Universität Florenz und war von 2006 bis 2013 italienischer Senator.

## Leben
1966 wurde Livi Bacci Professor für Demographie an der Universität Florenz, Institut „Cesare Alfieri“. Von 1973 bis 1993 war er Präsident der International Union for the Scientific Study of Population. 2004 wurde er zum Mitglied der American Philosophical Society gewählt. Er wurde 2009 emeritiert.
Für die Mitte-links-Liste L’Ulivo wurde Livi Bacci als Vertreter der Toskana in den italienischen Senat gewählt. Er trat 2007 der Partito Democratico (PD) bei. Im Jahr darauf wurde er als Senator wiedergewählt. In der Legislaturperiode bis 2013 gehörte er dem Ausschuss für auswärtige Angelegenheiten und Emigration, dem außerordentlichen Ausschuss für Menschenrechte sowie dem gemeinsamen Ausschuss beider Parlamentskammern für Schengen, Europol und Immigration an. Außerdem war er von 2008 bis 2009 italienischer Delegierter in der Parlamentarischen Versammlung der OSZE.

## Werke
- Massimo Livi Bacci: Europa und seine Menschen: eine Bevölkerungsgeschichte. C. H. Beck, München 1999, ISBN 3-406-44700-7.
- Massimo Livi Bacci: Kurze Geschichte der Migration. 1. Dt. Auflage. Wagenbach, Berlin 2015, ISBN 978-3-8031-2743-3.